# Гасан-кала (Гусарский район)
Гаса́н-кала́ (азерб. Həsənqala) — село в Балагусарском муниципалитете в Гусарском районе Азербайджана.

## География
Село расположено на левом берегу реки Гусарчай, в 6 км к северо-востоку от города Гусар.

## Этимология
Название села в переводе с азербайджанского языка означает крепость (кала) Гасана (имя собственное).

## История
Согласно сведениям «Кавказского календаря» на 1857 год в селении Хасанъ-кала проживали азербайджанцы, по источнику «татары»-сунниты (азербайджанцы-сунниты) и разговаривали по-«татарски» (по-азербайджански).

## Население
Согласно результатам Азербайджанской сельскохозяйственной переписи 1921 года, Гасан-кала II Кубинского уезда Азербайджанской ССР населяли 247 человек, проживавшие в 68 хозяйствах. Преобладающей национальностью являлись азербайджанские тюрки (азербайджанцы).